# Consilience
 (avril 2018).
Si vous disposez d'ouvrages ou d'articles de référence ou si vous connaissez des sites web de qualité traitant du thème abordé ici, merci de compléter l'article en donnant les références utiles à sa vérifiabilité et en les liant à la section « Notes et références ».
La consilience, du latin sauter ensemble, est un terme proposé par le philosophe William Whewell pour désigner un type de démonstration qui apparaît lorsque de nombreuses sources indépendantes concourent à cerner un phénomène scientifique particulier.
La « Consilience de l'induction » est la stratégie qui consiste à coordonner les résultats disparates provenant de diverses sources.

## La consilience selon Edward Osborne Wilson dansL'unicité du savoir
Selon Edward Osborne Wilson, la consilience est l'une des quatre qualités attachées à la science. Celles-ci sont :
- la parcimonie : moins il y a d'éléments et de processus pour rendre compte d'un phénomène, mieux c'est ;
- la généralité : plus le modèle recouvre de phénomènes, plus il a des chances d'être vrai (ex : le tableau de Mendeleïev) ;
- la prédictibilité : les théories qui durent sont celles qui font des prédictions exactes concernant beaucoup de phénomènes ;
- la consilience : les éléments et processus d'une discipline donnée qui sont conformes aux connaissances solidement établies dans d'autres disciplines s'avèrent supérieurs – dans la pratique et la théorie – à ceux qui ne sont pas conformes.

D'après Le renard et le hérisson de Stephen Jay Gould, la consilience de Edward Osborne Wilson revient au réductionnisme, c'est-à-dire à une conception linéaire et absolue des domaines du savoir. La consilience de Wilson diffère de la consilience de Whewell et de Gould[réf. souhaitée].

## Successeurs de Wilson
Les idées de Wilson sont reprises par Slingerland et Collard. La consilience est alors définie comme la tentative de donner un cadre théorique nouveau et commun aux sciences (sociales et naturelles) et aux humanités[réf. souhaitée]. Ces auteurs délaissent le réductionnisme biologique. Ils ne nient pas la nature biologique de l’être humain, mais font valoir que cette nature est profondément culturelle. De par cette idée, l’intensité et la diversité des modalités d’expression de notre aptitude naturelle à la culture amènent deux points. D'abord, cela justifie l’existence de disciplines spécialisées dans l’étude des phénomènes culturels. Mais aussi, cela amène à supposer un cadre épistémologique commun à l’ensemble des sciences qui s’appliquent à l’humain, qu’elles soient « naturelles », « sociales » ou « humaines ».
De nouvelles recherches, depuis la deuxième moitié du XXe siècle, ébranlent les frontières disciplinaires :
1) Le caractère naturel de la culture est de plus en plus constaté. Il s’agit d’une aptitude désormais reconnue comme non spécifique aux humains. La voie a été ouverte au Japon dans les années 1950 par la primatologie culturelle (voir Kawamura). Des comportements culturels ou protoculturels ont d’abord été documentés chez les singes (voir Whiten et al.), puis chez d’autres espèces bien plus éloignées de la nôtre que les primates non humains (voir Auersperg et al. ; Noad et al.).
2) En génétique, les influences de la culture sur le génome humain (Laland et al.) sont de mieux en mieux attestées[réf. souhaitée]. Par exemple, cela peut être utilisé pour établir une corrélation entre la tolérance ou l’intolérance au lactose en fonction de l’existence d’une tradition d’élevage, ou de l’adaptation génétique à l’hypoxie de populations vivant en altitude.
3) Au sein des sciences et neurosciences cognitives, les mélanges entre sciences sociales et sciences de la vie se produisent en biologie, avec les neurosciences sociales et culturelles. Plusieurs revues ont été créées ces dernières années comme Social Cognitive and Affective Neuroscience ou Social Neuroscience. Ces mêmes transgressions de frontières entre les disciplines ont lieu aussi en sciences humaines et sociales, avec les nombreuses déclinaisons en « neuro » de disciplines traditionnelles (neuroanthropologie (comme Domínguez et al.), neuroéconomie, neurolinguistique, neurophilosophie), ou encore avec la sociologie cognitive, l’anthropologie cognitive, la philosophie cognitive, etc.
Bref, « la consilience est désormais un courant scientifique qui, dans sa dynamique, va jusqu’à questionner la séparation relativement récente (post-Renaissance) entre les sciences et les arts » (Dowie et al., 2012). Toutes ces recherches ont pour point commun de critiquer l'opposition entre nature et culture, où la culture serait un trait propre à l'humain devant toutes les autres espèces, et où la visée ultime est aussi humaniste.